# Токійський жіночий християнський університет
35°42′39″ пн. ш. 139°35′26″ сх. д. / 35.710833° пн. ш. 139.590556° сх. д.
Токійський жіночий християнський університет (яп. 東京女子大学, Tōkyō Joshi Daigaku) — незалежний протестантський університет у Токіо (Японія).

## Заснування
Університет був заснований Нітобе Інадзо (1862—1933) — письменником, дипломатом і педагогом, який був призначений першим президентом університету у 1918 році. У 1880-х роках, коли Нітобе був студентом Університету Джона Гопкінса в Сполучених Штатах, він став членом Релігійного товариства друзів (квакерів). Філософія квакерів дала йому тверду віру в те, що японським жінкам слід надати можливість для отримання освіти. Разом з Августом Карлом Райшавером і Тецу Ясуї сприяли заснуванню Токійського жіночого християнського університету.

## Видатні випускники
Серед відомих студентів і випускників університету можна виділити:
- Маріе Кондо (консультант, письменниця)
- Савако Арійосі (письменниця)
- Ганае Морі (модельєрка)
- Якучо Сетоуті (письменниця)
- Мікако Табе (актриса)
- Юаса Тосіко (перша японська жінка-фізик)